# Вэсакояхатарка
Вэсакояхатарка (устар. Войсаку-Яха-Тарка) — река в России, протекает по Ямало-Ненецкому АО. Устье реки находится в 7 км по правому берегу реки Вэсакояха. Длина реки составляет 25 км.

## Данные водного реестра
По данным государственного водного реестра России относится к Нижнеобскому бассейновому округу, водохозяйственный участок реки — Пур. Речной бассейн реки — Пур.
Код объекта в государственном водном реестре — 15040000112115300062910.